# Galdino
 (décembre 2023).
Si vous disposez d'ouvrages ou d'articles de référence ou si vous connaissez des sites web de qualité traitant du thème abordé ici, merci de compléter l'article en donnant les références utiles à sa vérifiabilité et en les liant à la section « Notes et références ».
Saint Galdino Valvassi della Sala  (né vers 1100 à  Milan en Lombardie, et mort le 18 avril 1176 à Milan) est un cardinal du XIIe siècle.  

## Biographie
Galdino est archidiacre et chancelier de la cathédrale de Milan. Il soutient vivement la papauté romaine et Alexandre III dans le schisme après la mort du pape Adrien IV.
Le pape Alexandre III le crée cardinal lors du consistoire du 15 décembre 1165. En 1166 il est nommé archevêque de Milan et en 1167 légat en Lombardie. Après l'expulsion de la ligue lombarde, il dépose les prêtres loyaux à l'antipape  Victor IV et consacre des nouveaux évêques à Lodi, Alba, Crémone, Verceil, Asti, Turin, Novare, Brescia et Alessandria. 
Il reconstruisait nombreuses églises et aidait les malades et personnes sans domicile.
Galdino est canonisé par le pape Alexandre III. Sa fête est célébrée le 18 avril, surtout dans les églises du rite ambrosien.